# Pekin (Dakota del Nord)
Pekin è un centro abitato (city) degli Stati Uniti d'America, situato nella Contea di Nelson nello Stato del Dakota del Nord. Nel censimento del 2000 la popolazione era di 80 abitanti. La città è stata fondata nel 1906.

## Geografia fisica
Secondo i rilevamenti dell'United States Census Bureau, la località di Pekin si estende su una superficie di 1,40 km², tutti occupati da terre.

## Popolazione
Secondo il censimento del 2000, a Pekin vivevano 80 persone, ed erano presenti 20 gruppi familiari. La densità di popolazione era di 119 ab./km². Nel territorio comunale si trovavano 63 unità edificate. Per quanto riguarda la composizione etnica degli abitanti, il 100% era bianco.
Per quanto riguarda la suddivisione della popolazione in fasce d'età, il 22,5% era al di sotto dei 18, il 5,0% fra i 18 e i 24, il 16,3% fra i 25 e i 44, il 33,8% fra i 45 e i 64, mentre infine il 22,5% era al di sopra dei 65 anni di età. L'età media della popolazione era di 50 anni. Per ogni 100 donne residenti vivevano 95,1 maschi.